# Zamówienie z wolnej ręki
Zamówienie z wolnej ręki – tryb udzielenia zamówienia publicznego przewidziany w ustawie z dnia 11 września 2019 r. Prawo zamówień publicznych, w którym zamawiający udziela zamówienia po negocjacjach tylko z jednym wykonawcą. 
Zastosowanie tego trybu jest możliwe w przypadkach opisanych w art. 305 ustawy Prawo zamówień publicznych (w szczególności w sytuacji gdy przedmiot zamówienia może być świadczony tylko przez jednego wykonawcę). Jest to najmniej sformalizowany tryb udzielenia zamówienia publicznego; nie jest ono w tym wypadku poprzedzane obowiązkowym publicznym ogłoszeniem (choć zamawiający ma prawo opublikować ogłoszenie o zamiarze zawarcia umowy w tym trybie), strony mogą negocjować każdy aspekt umowy (w tym cenę), a wykonawca wymagane oświadczenia i dokumenty może złożyć w każdym momencie przed podpisaniem umowy.